# Cândido Mendes
Cândido Mendes est une municipalité brésilienne située dans l'État du Maranhão.